# Reynoldsovo číslo
Reynoldsovo číslo (též Reynoldsovo kritérium) je podobnostní číslo, fyzikální bezrozměrová veličina, která dává do souvislosti setrvačné síly a viskozitu (vnitřní tření) v proudící tekutině. Je pomocí něj např. možné určit, zda je proudění tekutiny laminární, nebo turbulentní. Čím je Reynoldsovo číslo vyšší, tím nižší je vliv třecích sil částic tekutiny.

## Význam a využití
K rozlišení laminárního proudění od turbulentního (při proudění trubicí) se používá Reynoldsovo číslo dané vztahem
{\displaystyle {\mbox{Re}}={\frac {v_{s}d}{\nu }}},
kde {\displaystyle d} označuje hydraulický průměr trubice, {\displaystyle v_{s}} je střední hodnota rychlosti proudění kapaliny v daném průřezu a {\displaystyle \nu } je kinematická viskozita. Pro velké hodnoty {\displaystyle {\mbox{Re}}} je proudění turbulentní, pro nízké hodnoty je proudění laminární. Při {\displaystyle {\mbox{Re}}\to \infty } je proudění potenciálové.[zdroj?]
Hranice mezi těmito dvěma případy se označuje jako kritická hodnota Reynoldsova čísla. Tato hodnota je pro různé kapaliny a různé typy potrubí různá a zjišťuje se experimentálně. Kritická hodnota se obvykle pohybuje kolem hodnoty 2000.
Pro proudění vody v uzavřených profilech (potrubích) mluvíme o laminárním proudění jestliže Re < 2320, pro otevřená koryta se uvažuje laminární proudění pro Re < 580. Horní rozhraní však je velmi nejednoznačné, podstatnou měrou záleží na tom, jakým způsobem a jakou rychlostí je rychlost proudění zvyšována, při pozvolném zvyšování rychlosti se laminární režim dokáže při tlakovém proudění uchovat až asi do Re = 13800, v otevřených korytech do ca Re = 3450. Při větších hodnotách Re je proudění prakticky vždy turbulentní. Turbulentní proudění se při snižování rychlosti naopak zachová, pokud vzniklo, pro Re > 4000. V intervalu 2320 < Re < 4000 je tzv. přechodná oblast mezi laminárním a turbulentním prouděním.
Reynoldsovo číslo má velký význam při studiu odporů, které vznikají prouděním kapaliny v potrubí i korytech nebo při obtékání těles. Podobně má Reynoldsovo číslo významný vliv na řadu dalších hydraulických veličin.
Reynoldsovo číslo lze použít například při testování nových letadel. Postavíme-li přesnou kopii testovaného stroje v měřítku 1:4, pak je třeba vynásobit rychlost obtékání vzduchem také čtyřikrát. S využitím Reynoldsova čísla můžeme však také simulovat obtékání testovaného stroje pomocí vody či jiné tekutiny. Důležité je, aby zůstal zachován poměr třecích a setrvačných sil objektu. Právě to nám umožňuje znalost Reynoldsova čísla. Těmito problémy se zabývá tzv. teorie podobnosti.

## Typické hodnoty Reynoldsova čísla
| Látka                             | Re       |
| Spermie                           | ~ 1×10−2 |
| Tok krve v mozku                  | ~ 1×102  |
| Tok krve v aortě                  | ~ 1×103  |
| Plavající člověk                  | ~ 4×106  |
| Letadlo                           | ~ 1×107  |
| Plejtvák obrovský                 | ~ 3×108  |
| Velká loď (RMS Queen Elizabeth 2) | ~ 5×109  |